# Stefan Ehrenkreutz
Stefan Łukasz Ehrenkreutz (ur. 13 października 1880 w Łowiczu, zm. 21 lipca 1945 w Wilnie) – polski historyk prawa, profesor i ostatni rektor (od 1939) Uniwersytetu Stefana Batorego w Wilnie, działacz Polskiej Partii Socjalistycznej, zwolennik linii politycznej Józefa Piłsudskiego, senator III i IV kadencji (1930-1938) II Rzeczypospolitej, wolnomularz.

## Życiorys

### Działalność dydaktyczna i naukowa
Studiował początkowo prawo na cesarskim Uniwersytecie Warszawskim, jednak w następstwie wydarzeń 1905 kontynuował kształcenie na uniwersytetach w Wiedniu i w Lipsku. Na tym ostatnim uzyskał stopień doktora, broniąc pracę na temat historii społecznej trzynastowiecznej Polski (Beiträge zur sozialen Geschichte Polens im XIII Jh.). Po powrocie do Warszawy Ehrenkreutz prowadził wykłady z polskiej historii politycznej (od 1916 na Wolnej Wszechnicy Polskiej) i z historii ustrojowej Polski oraz z prawa sądowego tejże (na Uniwersytecie Warszawskim). W 1920 przeniósł się do Wilna, na tamtejszym uniwersytecie prowadząc wykłady z historii ustroju i prawa sądowego państwa polsko-litewskiego aż do wybuchu II wojny światowej. Naukowo zajmował się dawnym prawem sądowym polskim i litewskim (w tym szczególnie statutami litewskimi) oraz ustrojami państw Europy Wschodniej. Autor m.in. Z dziejów organizacji miejskiej Starej Warszawy (1913), Ze studiów nad sądem ławniczym w Warszawie (1914), Sąd wyższy prawa niemieckiego grodu sandomierskiego (1917). Jego zainteresowania ustrojem Litwy zaowocowały pracami: Stan badań nad statutami litewskimi (1924), Separatyzm czy ciążenie Litwy ku Polsce po unii lubelskiej (1925), a także objęciem redakcji nad księgą pamiątkową opublikowaną z okazji 400-lecia I statutu litewskiego. W latach 1922–1924 prorektor, a w 1939 rektor Uniwersytetu Stefana Batorego.

### Działalność archiwistyczna
Po powrocie ze studiów w Lipsku do Warszawy podjął w 1911 pracę w Archiwum Głównym, zarządzanym wówczas przez Teodora Wierzbowskiego. Od kwietnia do sierpnia 1917 był członkiem Komisji Archiwalnej Tymczasowej Rady Stanu, a od stycznia 1918 kierował referatem do spraw archiwalnych w ramach Ministerstwa Wyznań Religijnych i Oświecenia Publicznego (od kwietnia tego roku — Wydziałem Archiwów Państwowych). Reprezentował stronę polską (wraz z Janem Łukasiewiczem i Bronisławem Dembińskim) w komisji dwustronnej, negocjującej w czerwcu i we wrześniu 1918 przejęcie akt dotyczących ziem polskich (w tym tzw. akt popruskich) od niemieckich instytucji archiwalnych, a następnie (obok Marcelego Handelsmana i Stanisława Kętrzyńskiego) także w utworzonej dwustronnej podkomisji technicznej, mającej dokonać w ramach tego zbioru analizy roszczeń w stosunku do wszystkich grup akt z osobna (obradującej 10 i 25 września oraz 4 i 24 października 1918). Pod koniec października wraz z Wincentym Łopacińskim już w Lublinie miał czuwać nad zakończeniem kwestii rewindykacji archiwów, będących w gestii austro-węgierskiej, lecz upadek podczas tych negocjacji władz okupacyjnych spowodował bezproblemowe przejęcie tych akt. Po powrocie do Warszawy, wobec zmienionych warunków politycznych (zakończenie niemieckiej okupacji Warszawy), 11 października 1918 podpisał wraz z niemieckim zarządcą archiwów Adolfem Warschauerem protokół przejęcia archiwów warszawskich (w przekazaniu brali udział również podwładny Ehrenkreutza Antoni Rybarski i sekretarz generalny Ministerstwa Wyznań Religijnych i Oświecenia Publicznego Kazimierz Konarski). Od 1 lutego 1919 do jesieni 1920 był zastępcą naczelnika Wydziału Archiwów Państwowych (V stopień służbowy). Materiały archiwalne Stefana Ehrenkreutza znajdują się w PAN Archiwum w Warszawie pod sygnaturą III-108.

### Instytut Naukowo-Badawczy Europy Wschodniej i wileńskie studium historii prawa litewskiego
W 1930 organizował, a następnie był długoletnim prezes zarządu Instytutu Naukowo-Badawczego Europy Wschodniej w Wilnie, kierując dodatkowo jego sekcją historyczno-prawną. Był pomysłodawcą, organizatorem i kierownikiem założonego w 1934 studium historii prawa litewskiego przy Wydziale Prawa, mające prowadzić badania naukowe i działalność popularyzatorską oraz wspomagać naukowców w kontaktach z archiwami (prywatnymi i państwowymi) oraz z bibliotekami.

### Członkostwo w towarzystwach naukowych
Ehrenkreutz był od 1934 członkiem korespondentem Towarzystwa Naukowego Warszawskiego, od 1936 członkiem przybranym Towarzystwa Naukowego we Lwowie, członkiem Towarzystwa Przyjaciół Nauk w Wilnie oraz członkiem Zarządu Głównego i przewodniczącym oddziału w Wilnie Polskiego Towarzystwa Historycznego. Od 17 października 1938 był także współpracownikiem Komisji Prawniczej PAU.

### Polityka
Działacz Polskiej Partii Socjalistycznej, był kilkakrotnie więziony jeszcze przed wybuchem I wojny światowej. Działacz Towarzystwa Kultury Polskiej (1908-1913). Był zwolennikiem Józefa Piłsudskiego. Wybrany senatorem w wyborach 1930 i w następnych, w 1935 (sprawował mandat w latach 1930-1938). Był wolnomularzem.
Podczas II wojny światowej prof. Stefan Ehrenkreutz kierował w konspiracji Polskim Uniwersytetem Wileńskim, oficjalnie pracując jako stróż nocny. 

#### Okoliczności śmierci
Do 1944 jako rektor kierował działającą w konspiracji uczelnią, wykładał; uczestniczył w pracach Konwentu Stronnictw Politycznych przy Okręgowym Delegacie Rządu na Kraj w Wilnie; w czasie okupacji pracował jako stróż nocny, pracownik biurowy, kasjer, konsultant prawny; w korespondencji Ławrientija Berii do Józefa Stalina z 3 sierpnia 1944 wzmiankowany jako poszukiwany; 27 sierpnia 1944 z polecenia Bolesława Bieruta odwiedził go Jerzy Putrament, aby nakłonić go do wspierania partii komunistycznej pod przywództwem Bolesława Bieruta. Odmówił, po czym Putrament wychodząc podniósł rękę i wykrzyknął: „pan tego pożałuje”. Następnego dnia 28 sierpnia 1944 w swoim mieszkaniu został aresztowany przez NKWD. Torturowany, w więzieniu podjął głodówkę. Wyczerpany głodówką 20 lipca 1945 na noszach został  przeniesiony do szpitala więziennego przy placu Łukiskim na Łukiszkach w Wilnie, gdzie zmarł z wycieńczenia następnego dnia  21 lipca 1945. Jego symboliczny grób znajduje się na cmentarzu Powązkowskim w Warszawie (kwatera 30-6-30).

## Rodzina
Był synem Władysława i Emilii Joanny z domu Daneckiej.
Pierwszą żoną Stefana Ehrenkreutza była poślubiona w 1907 Tekla Zweibaum (zm. 1909), siostra Juliusza Zweibauma, profesora Uniwersytetu Warszawskiego, a następnie Akademii Medycznej w Warszawie. W małżeństwie tym miał córkę Emilię (1909-1988), żonę prof. Łukasza Kurdybachy.
Jego drugą żoną, poślubioną w 1916, była córka profesora Jana Niecisława Baudouin de Courtenay Cezaria Baudouin de Courtenay Ehrenkreutz Jędrzejewiczowa, profesor etnografii na Uniwersytecie Warszawskim i rektor Polskiego Uniwersytetu na Obczyźnie w Londynie. Dziećmi z tego związku byli: Krystyna (zm. 1927), Tadeusz (zm. 1976) żołnierz AK na Wileńszczyźnie oraz Andrzej Stefan Ehrenkreutz (1921–2008), działacz polonijny, wieloletni profesor na Uniwersytecie Michigan w Ann Arbor, USA, a potem współtwórca Australijskiego Instytutu do Spraw Polskich.
Od 1938 jego trzecią żoną była Jadwiga Tyczyńska.
Bratem jego był Dr. medycyny Jerzy Ehrenkreutz zamieszkały w Poznaniu przy ulicy Dąbrowskiego 4.

## Odznaczenia
- Krzyż Niepodległości (1931);
- Krzyż Komandorski Orderu Odrodzenia Polski (1938)[19];
- Krzyż Komandorski z Gwiazdą Orderu Trzech Gwiazd (Łotwa, 1933)[13][20].